# Kaliumselektive Elektrode
Eine kaliumselektive Elektrode, auch kaliumsensitive Elektrode oder verkürzt Kaliumelektrode genannt, ist ein Sensor zur Bestimmung der Konzentration oder genauer der Aktivität der Kaliumionen (K+) in einer Lösung. Sie gehört damit zu den Chemosensoren und zu den ionenselektiven Elektroden und ermöglicht eine schnelle Bestimmung der Kaliumkonzentration in einer flüssigen oder gelösten Probe. Sie wird in der analytischen Chemie, in der Trink- oder Abwasseraufbereitung und in der biochemischen Forschung verwendet, insbesondere wenn eine kontinuierliche Überwachung sinnvoll oder erforderlich ist. Häufig werden sie auch bei klinischen Untersuchungen eingesetzt, da eine direkte Bestimmung der Kaliumkonzentration in Körperflüssigkeiten wie Blut oder Urin möglich ist.
Obwohl Kalium-Selbsttests weder bei der periodischen Lähmung noch bei Vorhofflimmern empfohlen werden, gibt es unter diesen Krankheiten leidende Patienten, die über gute Erfahrungen mit Selbsttests mit einer kaliumselektiven Elektrode berichten. Dabei wird der Kaliumgehalt im Speichel bestimmt, da dieser mit der Kaliumkonzentration im Blut korreliert.

## Aufbau
Die kaliumselektive Elektrode wird durch eine spezielle auf Kalium abgestimmte Membran selektiv für Kalium. Gewöhnlich enthält sie – insbesondere für klinische Anwendungen – Valinomycin als Träger bzw. Transporter (Ionophor) für das Kaliumion. Dieses ist in eine Matrix aus PVC (Polyvinylchlorid) oder Silikongummi eingebettet.

Schema des Messaufbaus mit einer ionenselektiven Elektrode: mit einem empfindlichen Spannungsmessgerät wird die Spannung gegen eine Bezugselektrode gemessen. Für eine Kaliumelektrode muss die rot gezeichnete Membran kaliumselektiv sein.

## Messbereich und Querempfindlichkeit der Elektrode
Übliche kaliumselektive Elektroden können im Bereich 1 · 10−6 mol/l bis 1 mol/l verwendet werden.
Die kaliumselektive Elektrode spricht nicht nur auf Kaliumionen an, sondern – geordnet nach abnehmender Empfindlichkeit – auch auf Caesium-, Rubidium, Ammonium-, Thallium-, Natrium-, Calcium-, Magnesium- und Lithiumionen. In den meisten praktischen Anwendungsfällen wie die Untersuchung von Trinkwasser oder biologischen Flüssigkeiten sind die Konzentrationen an Rubidium, Caesium und Thallium so klein, so dass das Ammoniumion meist das problematischste Störion ist, vor allem wenn seine Konzentration größer ist als die an Kalium. Obwohl in biologischen Proben die Konzentration an Natrium meist groß ist, ist die Selektivität der Kaliumelektrode zumeist gut genug, um den Fehler bei der Kaliumbestimmung klein zu halten. Ebenso sind Calcium, Magnesium oder Lithium in den meisten Fällen kein Problem.

## Historisches
Schon Anfang der 1960er Jahre waren kaliumselektive Elektroden bekannt, die auf einer Glaselektrode basierten. Sie waren allerdings auch auf Natrium empfindlich. Erst nachdem Wilhelm Simon an der ETH Zürich eine auf Valinomycin basierende Elektrode erfunden hatte  – sie wurde 1969 vorgestellt – wurden zuverlässige und hochselektive kaliumselektive Elektroden entwickelt. Die erste Valinomycin-Kaliumelektrode hatte noch eine Membran, deren Poren mit einer flüssigen Valinomycin-Lösung in Diphenylether gefüllt waren. Bald darauf kamen auch feste Membranen in Gebrauch. 1993 wurde geschätzt, dass bis dahin Hunderttausende von kaliumselektiven Elektroden hergestellt worden waren.